# Burg Tamarit
Die Burg Tamarit (auf Katalanisch Castell de Tamarit)  ist eine am Stadtrand von Tarragona in Spanien liegende Burg, deren Anfänge in das 11. Jahrhundert zurückgehen.

## Geschichte
Der Ort Tamarit mit Burg war von der Zeit Karls des Großen (um 800 nach Zeitenwende) bis etwa 1118 n. ZW (Eroberung Tarragonas) Grenzfestung des Frankenreichs bzw. Frankreichs gegen die Mauren.
Die Burg Tamarit gehörte während der Bauzeit zur Grafschaft Barcelona und war Teil eines Systems von zirka 40 Burgen im Becken des Flusses Gaià, die in der Zeit der Reconquista errichtet wurden. Ihre Aufgabe war unter anderem die Küste an der sie liegt gegen Überfälle von nordafrikanischen und ottomanischen Seeräubern aus Nordafrika zu verteidigen.
Die Burg Tamarit war ursprünglich bis zum 13. Jahrhundert im Besitz des Rittergeschlechts derer von Claramunt. Im 14. Jahrhundert wurden die noch sichtbaren Umfassungsmauern errichtet. Zu dieser Zeit ging die Burg an die Erzbischöfe von Tarragona über, die die Festung mit den alten Wohngebäuden verbanden. Die Burg war bis zum 19. Jahrhundert im Besitz der Erzbischöfe, jedoch ab dem 17. Jahrhundert im Kondominium mit der Familie Montserrat. Carlos II verlieh 1681 Francisco de Montserrat den Titel eines Markgrafen von Tamarit. Dieser war Gouverneur von Tarragona, Herr von Montoliu und der Baronie von Altafulla.
Im 18. Jahrhundert wurden in der Burg Tamarit die Umfassungsmauern erneuert und der Bergfried errichtet, sodass die Anlage zu der heutigen Größe wuchs. 1916 erwarb der US-amerikanische Industrielle Charles Deering vom Erzbistum Tarragona Tamarit. Dieser ließ die Innenräume von den katalanischen Künstlern Ramon Casas i Carbó und Joan Ruiz im romantischen Stil unter Erhaltung von romanischen, gotischen und Renaissance-Bauteilen herrichten.
Im Spanischen Bürgerkrieg wollte eine Abteilung der anarchistischen Federación Anarquista Ibérica die Kirche der Burg und den bedeutenden Barockaltar in Brand setzen. Da sie den Hinweis erhielten, dass die Burg einen nordamerikanischen Besitzer habe und dieser auch der Mäzen von Ramon Casas und Santiago Rusiñol sowie 1910 der Gründer des Museu Maricel in Sitges war, ließen sie von dem Vorhaben ab.
1992 verkauften die Erben Deerings die Burg an einen Investor, der diese heute für Veranstaltungen (insbesondere Hochzeiten) vermietet.